# Épieds (Eure)
Épieds ist eine französische Gemeinde mit 353 Einwohnern (Stand: 1. Januar 2022) im Département Eure in der Region Normandie. Sie gehört zum Arrondissement Évreux und zum Kanton Saint-André-de-l’Eure.
Die Einwohner werden Épidoniens und Épidoniennes genannt.

## Geographie
Épieds liegt etwa 23 Kilometer südöstlich von Évreux.

### Nachbargemeinden
Umgeben wird Épieds von den Nachbargemeinden Merey im Norden, Neuilly im Osten und Südosten, La Couture-Boussey im Süden, Serez im Westen sowie La Boissière im Westen und Nordwesten.

## Einwohnerentwicklung
| Jahr      | 1962 | 1968 | 1975 | 1982 | 1990 | 1999 | 2006 | 2018 |
| --------- | ---- | ---- | ---- | ---- | ---- | ---- | ---- | ---- |
| Einwohner | 233  | 237  | 248  | 228  | 230  | 320  | 346  | 352  |

## Sehenswürdigkeiten
- Kirche Saint-Martin aus dem 10. Jahrhundert
- Obelisk in Parkanlage aus dem Jahre 1804, Erinnerungsmal an die Schlacht bei Ivry vom 14. März 1590, seit 1862 als Monument historique klassifiziert

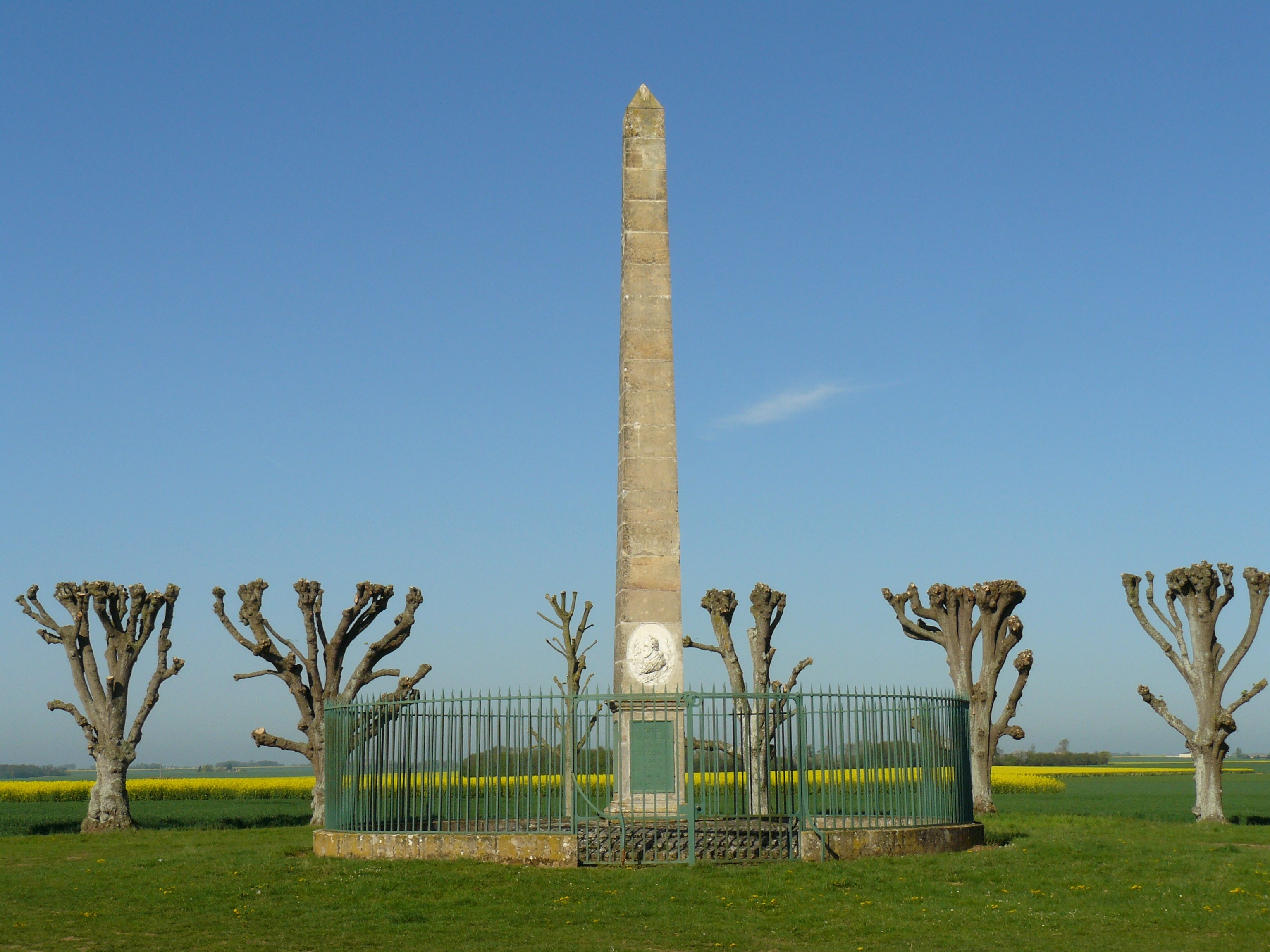
Erinnerungsmal an die Schlacht bei Ivry